# Vilse
Vilse (originaltitel: The Postman Always Rings Twice) är en amerikansk film noir från 1946 i regi av Tay Garnett, efter James M. Cains bok. Historien spelades in på nytt 1981, och fick då den svenska titeln Postmannen ringer alltid två gånger.

## Handling
Frank Chambers (John Garfield) stannar till vid ett matställe som drivs av Cora (Lana Turner) och hennes mycket äldre man Nick (Cecil Kellaway). Frank och Cora dras snabbt till varandra och Cora vill att de mördar hennes man så att hon själv kan ta över restaurangen och börja ett nytt liv med Frank.

## Rollista
- Lana Turner – Cora Smith
- John Garfield – Frank Chambers
- Cecil Kellaway – Nick Smith
- Hume Cronyn – Arthur Keats
- Leon Ames – Kyle
- Audrey Totter – Madge Gorland
- Alan Reed – Ezra Liam Kennedy
- Jeff York – Blair